# Communauté de communes de la Côte des Noirs
La communauté de communes de la Côte des Noirs est une ancienne communauté de communes française, située dans le département de la Marne et la région Champagne-Ardenne.
Elle a été dissoute le 30 décembre 2010.

## Historique
À la fin de l'année 2010, les communes d'Ambonnay, Bisseuil, Louvois et Tours-sur-Marne quittent l'intercommunalité pour rejoindre la communauté de communes de la Grande Vallée de la Marne. La communauté de communes de la Côte de Noirs, où il ne reste que Bouzy, est donc dissoute le 30 décembre 2010.

## Composition
Elle était composée de 5 communes, dont la principale est Tours-sur-Marne :
- Ambonnay
- Bisseuil
- Bouzy
- Louvois
- Tours-sur-Marne